# Batıbeyli
Batıbeyli (kurd. Zifker) ist ein Dorf im Landkreis Diyadin der türkischen Provinz Ağrı mit 399 Einwohnern (Stand: Ende 2024). Batıbeyli liegt in Ostanatolien auf 2.240 m über dem Meeresspiegel, ca. 25 km westlich von Diyadin.
Vor der Umbenennung zu Batıbeyli hieß das Dorf Zifker. Dieser Name stammt von „zîvker“, dem kurdischen Wort für Silberschmied. Der ursprüngliche Name ist beim Katasteramt verzeichnet.
Im Jahre 1945 lebten 148 Menschen im damaligen Zifker. 1985 lebten in Batıbeyli 1.046  Menschen und 2009 hatte die Ortschaft noch 676 Einwohner.